# 339 v. Chr.
Portal Geschichte | Portal Biografien | Aktuelle Ereignisse | Jahreskalender | Tagesartikel

◄ |
5. Jahrhundert v. Chr. |
4. Jahrhundert v. Chr. |
3. Jahrhundert v. Chr. |
►

◄ | 350er v. Chr. | 340er v. Chr. | 330er v. Chr. | 320er v. Chr. |
310er v. Chr. |
►

◄◄ | ◄ | 342 v. Chr. | 341 v. Chr. | 340 v. Chr. | 339 v. Chr. |
338 v. Chr. |
337 v. Chr. |
336 v. Chr. |
► |
►►

## Ereignisse

### Politik und Weltgeschehen

#### Östliches Mittelmeer

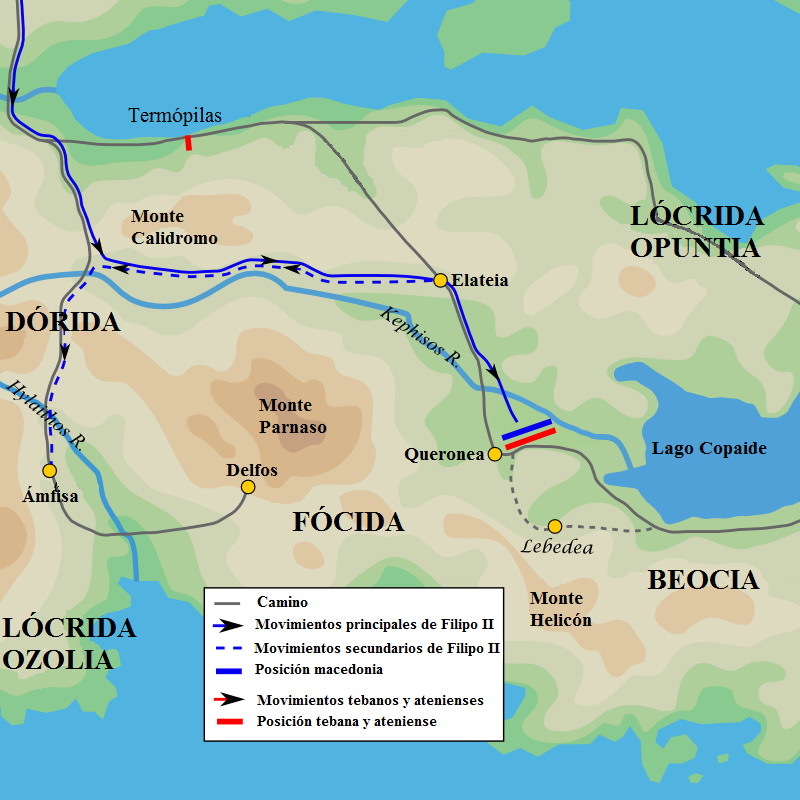
Der Feldzug Philipps im Jahr 339

- Die Makedonier müssen die Belagerung von Byzantion erfolglos abbrechen.
- Frühsommer: König Philipp II. von Makedonien zieht über das Balkangebirge gegen die Skythen an der unteren Donau, deren König Atheas im Kampf fällt. Beim Rückzug der Makedonier über das Balkangebirge kommt es zu Auseinandersetzungen mit den Triballern, die Philipp beinahe das Leben kosten.
- Herbst: Die Amphiktyonen von Delphi beschließen den Vierten Heiligen Krieg gegen die Lokrer von Amfissa und beauftragen Philipp II. von Makedonien mit dem Feldzug. Als dieser Elateia (im Norden der Phokis) besetzt, sehen Athen und Theben ihre Interessen bedroht und rüsten zum Krieg. Zug des Philipp nach Amphissa und Nafpaktos.

#### Westliches Mittelmeer
- Latinerkriege: Q. Publilius Philo wird Diktator in Rom; Sieg der Römer unter Publius Decius Mus (der im Kampf stirbt) und Titus Manlius Imperiosus Torquatus über die Latiner in der Schlacht am Vesuv. Der Feldherr Aemilius zieht gegen Tibur, Praeneste, Velitrae und Pedum.
- Das Vetorecht der Patrizier gegen Beschlüsse der römischen Comitia tributa wird abgeschafft. Das Amt des Zensors wird mit der Lex Publilia künftig für Plebejer geöffnet.

### Wissenschaft und Technik

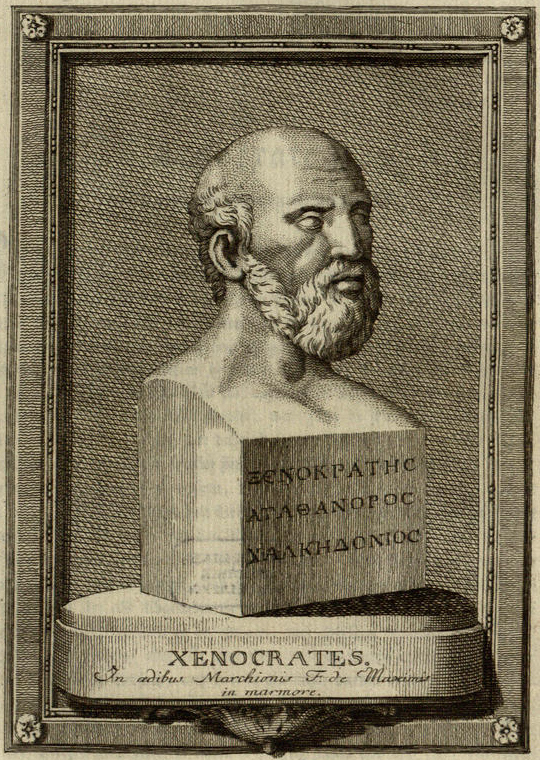
Xenokrates

- Nach dem Tod des Speusippos wird Xenokrates Leiter der Platonischen Akademie.

## Gestorben
- Atheas, König der Skythen (* um 430 v. Chr.)
- 339 oder 338 v. Chr.: Speusippos, Scholarch der Platonischen Akademie (* um 408 v. Chr.)
- 339 oder 338 v. Chr.: Hiketas, General aus Syrakus, Tyrann von Leontinoi